# Przekładnia rowerowa

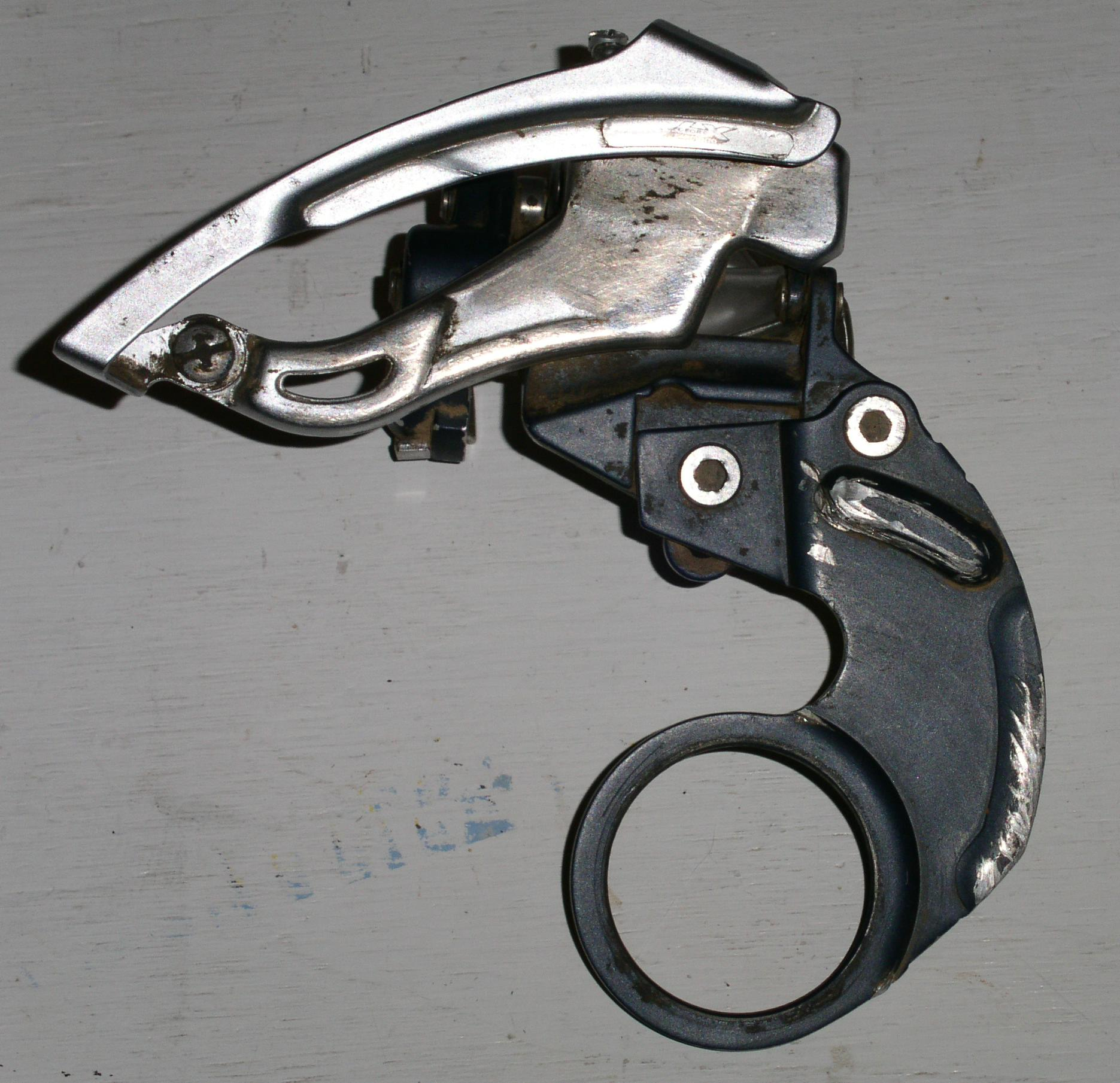
Przerzutka przednia Shimano LX montowana pod miskę suportu

Przekładnia rowerowa – część układu napędowego roweru odpowiedzialna za zmianę przełożeń, montowana przy suporcie. Czasami część tę nazywa się także przerzutką przednią.
Przekładnia jest, w odróżnieniu od przerzutki tylnej, zawsze zamocowana na zewnątrz supportu. Wszelkie próby konstruowania przekładni wewnętrznych, montowanych wewnątrz osi supportu, jak dotąd zawodziły ze względu na ogromne przeciążenia, jakie występują na wałku supportowym. Zadaniem przekładni jest wymuszać na łańcuchu przechodzenie
z jednej zębatki na drugą.

## Konstrukcja i typy przekładni
Przekładnia składa się z ramienia sterującego, do którego jest przymocowana prowadnica łańcucha. Całość jest przykręcana obejmą do rury podsiodłowej
ramy lub czasem do samej tulei supportowej. 
Ramię jest przymocowane z jednej strony do obejmy, a z drugiej do prowadnicy. Zaopatrzone jest w jedną lub kilka sprężyn, które wymuszają ruch prowadnicy w stronę ramy roweru. Ruch w drugą stronę jest wymuszany przez naciąg linki idącej dalej do manetki.
Istnieją dwa podstawowe rodzaje ramion przekładni:
- ramię dolnego ciągu – w którym obejma znajduje się poniżej prowadnicy, a ramię steruje nią niejako od dołu,
- ramię górnego ciągu – w którym obejma jest powyżej lub równolegle do prowadnicy, a ramię steruje prowadnicą niejako od góry.

Te dwa, zasadniczo różne rodzaje konstrukcji ramienia, są często mylone z pojęciem sposobu prowadzenia linki. Linka może być bowiem doprowadzana do przekładni z dołu lub góry, ale nie ma to nic wspólnego z konstrukcją ramienia. 
Zarówno do przekładni z górnym ciągiem, jak i dolnym, można doprowadzać linkę od dołu lub od góry. Nie zależy to od konstrukcji ramienia, lecz od konstrukcji mocowania samej linki. Na rynku istnieją 4 rodzaje przekładni: górny ciąg – linka z góry, górny ciąg – linka z dołu, dolny ciąg – linka z góry i dolny ciąg – linka z dołu. Stosunkowo najrzadziej spotykana jest wersja górny ciąg-linka z dołu, natomiast w przypadku wersji z dolnym ciągiem spotyka się równie często przekładnie do linki z dołu i linki z góry. 
Prowadnica przekładni to kształtka wykonana zwykle z blachy stalowej (w droższych przerzutkach jest to stop aluminium, a w topowych konstrukcjach wykorzystywane są takie materiały jak włókno węglowe i stopy tytanu). Kształtka ta porusza się poprzecznie do płaszczyzny zestawu przednich zębatek, „zmuszając” łańcuch do przeskakiwania z jednej na drugą. 
Rozmaitość konstrukcji prowadnicy jest ogromna i w zasadzie każdy rodzaj przekładni ma ją inną. Zwykle czym droższa przekładnia, tym bardziej wymyślny i finezyjny jest kształt prowadnicy. W niektórych wersjach drogich przekładni, zwłaszcza w stosowanych w rowerach szosowych, prowadnica składa się z dwóch pracujących niezależnie od siebie pół-profili prowadzonych przez dwa współpracujące ze sobą ramiona. Takie rozwiązanie poprawia nieco sprawność przerzucania, ale komplikuje ogromnie konstrukcję przekładni i zmniejsza jej niezawodność. 
Oprócz kształtu prowadnicy na jakość i sprawność działania przekładni ma też duży wpływ jakość sprężyn i sworzni ramienia, a także ogólna precyzja wykonania.

## Indeksowanie przekładni
Przekładnie starszego typu pracowały w trybie pracy ciągłej, co przy zmienianiu
biegów wymagało każdorazowego synchronizowania manetki. Obecnie nawet tanie przekładnie pracują w trybie indeksowym, tzn. wykonują ruch o określony skok powodujący zmianę przełożenia. Jakkolwiek faktyczne indeksowanie jest właściwie realizowane przez manetkę, przekładnia musi być skonstruowana na tyle dokładnie, aby w całym jej zakresie pracy wyciągnięcie lub poluzowanie linki o określoną długość powodowało ściśle określony ruch w poziomie prowadnicy. 
Praktycznie wszystkie dostępne na rynku przekładnie są zgodne w tym zakresie z normą narzuconą przez firmę Shimano – 1 mm zmiany długości linki powoduje 2 mm  ruchu prowadnicy. Dzięki temu praktycznie każda manetka może współpracować
z każdą przekładnią, o ile tylko liczba indeksów manetki odpowiada liczbie przednich zębatek.

## Montowanie i regulacja przekładni
- przykręć przekładnię równolegle i w odpowiedniej wysokości nad zębatkami

Przykręcenie przekładni do ramy, choć wygląda na banalną czynność, ma ogromne znaczenie dla właściwego jej funkcjonowania. Przekładnia musi być przykręcona tak, aby prowadnik był jak najściślej równoległy do powierzchni zębatek i był w odpowiedniej odległości od największej zębatki. Większość droższych przekładni jest skonstruowanych tak, że pracują poprawnie gdy prowadnica jest o 2-3 mm nad największą zębatką, zaś tańsze montuje się zwykle o 5-10 mm nad zębatką.
Przykręcać przekładnię trzeba przy zdjętym łańcuchu.
Dalsze montowanie i regulacja przekładni odbywa się dokładnie tak samo jak
w przypadku przerzutki tylnej.